# Premier League 2008/09
Die Premier League 2008/09 war die 17. Spielzeit der englischen Premier League, und gleichzeitig die 110. Erstligasaison im englischen Fußball. Sie startete am 16. August 2008 und endete am 24. Mai 2009. Der Titelverteidiger war Manchester United, nachdem dieser Verein in der vorherigen Spielzeit seinen zehnten Premiership-Titel und die insgesamt 17. englische Meistertrophäe gewonnen hatte. Den ersten Treffer der Saison 2008/09 erzielte Samir Nasri vom FC Arsenal im Eröffnungsspiel gegen den Aufsteiger und Zweitligameister West Bromwich Albion.
Durch ein 0:0 gegen den FC Arsenal konnte Manchester United bereits am vorletzten Spieltag die erfolgreiche Titelverteidigung feiern. Damit gewann das Team von Alex Ferguson die dritte englische Meisterschaft in Folge und holte mit insgesamt 18 gewonnenen Titeln den bis dahin alleinigen Rekordmeister FC Liverpool ein.

## Saisonverlauf

### Meisterschaftsentscheidung
Der mannschaftlichen Ausgeglichenheit von Manchester United war der erneute Meistertitelgewinn geschuldet. Basierend auf einer formstarken Innenverteidigung mit Nemanja Vidić und Rio Ferdinand sowie mit Hilfe des „Torhüter-Dinos“ Edwin van der Sar, der in 21 Ligapartien ohne Gegentor blieb, sorgten daneben vor allem im Mittelfeld Michael Carrick und Darren Fletcher für die notwendige Stabilität und im Angriff Cristiano Ronaldo wie auch Wayne Rooney neben dem neuen Rekordspieler Ryan Giggs für die ausschlaggebenden Kreativmomente in der Spielzeit 2008/09.
Der FC Liverpool konnte sich mit den Führungsspielern Steven Gerrard und Fernando Torres lange Zeit Hoffnungen auf den ersten Ligatitel nach 19 Jahren machen, feierte mit dem 4:1-Erfolg im Old Trafford einen Achtungserfolg, verlor aber durch die übermäßige Anzahl von elf Remis entscheidende Punkte im Meisterschaftsrennen. Sowohl der FC Chelsea unter dem neuen Trainer Luiz Felipe Scolari als auch das junge Team des FC Arsenal aus den „Big Four“ des englischen Fußballs hielten nur schleppend den Anschluss und liefen sogar zeitweise Gefahr, die Qualifikation zur lukrativen Champions League zu verspielen. Während der FC Arsenal zu Saisonbeginn eine Hochphase erlebte und später daran krankte, dass im Abwehrzentrum und in der Kreativzone neben Cesc Fàbregas im Mittelfeld zu wenig Substanz vorhanden war, festigten sich die „Blues“ erst nach dem Trainerwechsel zu Guus Hiddink gegen Ende der Spielzeit.
Aston Villa rangierte lange an vierter Stelle und besaß mit den schnellen Ashley Young und Gabriel Agbonlahor wirksame Offensivkräfte im Kampf um einen Champions-League-Platz. Am Ende fielen die „Villans“ aber nach einer Formschwäche auf die Verfolgerplätze und noch hinter den FC Everton zurück, dessen eigene Ambitionen wiederum durch Verletzungsprobleme „gebremst“ wurden. Dahinter qualifizierte sich etwas überraschend das von dem 61-jährigen Roy Hodgson trainierte FC Fulham für die neue Europa League und zeigte sich speziell in den acht Spielen auf gegnerischem Platz ohne Gegentor als sehr defensivstark.

### Mittelfeld
Tottenham Hotspur und West Ham United konnten den achten und neunten Abschlusstabellenplatz als Erfolg verbuchen. Dabei hatten die „Spurs“ einen desaströsen Beginn zu verkraften und starteten anschließend unter dem neuen Coach Harry Redknapp eine Aufholjagd; die Probleme von West Ham United waren vor dem Hintergrund der Finanzkrise in Bezug auf die isländische Eigentümerschaft wirtschaftlicher Natur, die unter Trainer Gianfranco Zola aber keine deutlichen sportlichen Auswirkungen zeigten. Die oberste Tabellenhälfte komplettierte Manchester City, das in dieser Spielzeit die hohen Transferausgaben – darunter mit Robinho der bis dato teuerste Kauf eines englischen Profiklubs – nicht in fußballerische Qualität umsetzen konnte und besonders auf fremden Plätzen mit nur zwei Siegen enttäuschte.
Im Niemandsland der Premier League landeten Wigan Athletic und Aufsteiger Stoke City, wobei die „Latics“ lange um die Qualifikation für einen europäischen Vereinswettbewerb kämpften und in den letzten beiden Monaten entscheidend an Boden verloren. Stoke zeigte sich äußerst kampfstark, war in Heimspielen nur schwer zu besiegen und distanzierte sich überraschend deutlich von den Abstiegsrängen.
Gleichsam 41 Punkte sammelten die Bolton Wanderers, der FC Portsmouth und die Blackburn Rovers. In Bolton war erneut Kevin Davies mit elf Treffern ein zentraler Spieler in einem der kleinsten Kader innerhalb der obersten englischen Spielklasse, der den Sparzwängen im Verein zu trotzen in der Lage war. Der im UEFA-Pokal aktive FC Portsmouth konnte lange Zeit den Weggang von Harry Redknapp nicht kompensieren, manövrierte sich unter Nachfolger Tony Adams in eine Abwärtsspirale und holte dann unter dem dritten Trainer Paul Hart in den letzten Heimspielen wieder wichtige Punkte. Lehrgeld bei Ex-Meister Blackburn musste Premier-League-Novize Paul Ince bezahlen, der auf halbem Weg und auf dem vorletzten Rang liegend durch den Trainerroutinier Sam Allardyce ersetzt wurde, dem schließlich die Trendwende zum Positiven gelang.

### Abstiegskampf
Hinter dem AFC Sunderland, der auf halbem Weg mit Roy Keane – wie insgesamt sechs Vereine in dieser Tabellenregion – seinen Trainer entließ, konnte auch Hull City nur knapp dem Abstieg entrinnen. Hull City hatte in der Vorrunde noch mit einigen Sensationen auf sich aufmerksam gemacht, dabei den FC Arsenal und Tottenham Hotspur besiegt und einige Wochen den zweiten Platz belegt. Später ging es im Sturzflug bergab und die Truppe von Trainer Phil Brown rettete sich mit nur einem Punkt Abstand ins Ziel.
Den Weg in die zweitklassige Football League Championship mussten Newcastle United, der FC Middlesbrough und West Bromwich Albion antreten. Während in Newcastle gleich vier Trainer innerhalb von zehn Monaten, darunter die ehemalige Spielerlegende Alan Shearer, in einer turbulenten Saison „verschlissen“ wurden, lagen die Defizite in Middlesbrough vor allem im Offensivspiel. Das Team von Gareth Southgate erzielte nur 28 Tore. Tabellenletzter wurde mit den meisten Gegentoren „WBA“, das damit bereits zum dritten Mal in den vier Premier-League-Spielzeiten der 2000er-Jahre in die zweite Liga abstieg.

## Abschlusstabelle

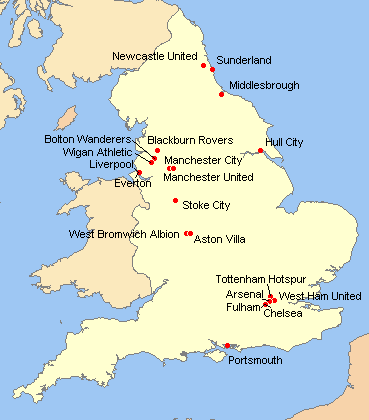
Vereine der Premier League 2008/09

| Pl. | Verein                   | Sp. | S  | U  | N  | Tore    | Diff. | Punkte |
| --- | ------------------------ | --- | -- | -- | -- | ------- | ----- | ------ |
| 1.  | Manchester United (M)    | 38  | 28 | 6  | 4  | 068:240 | +44   | 90     |
| 2.  | FC Liverpool             | 38  | 25 | 11 | 2  | 077:270 | +50   | 86     |
| 3.  | FC Chelsea               | 38  | 25 | 8  | 5  | 068:240 | +44   | 83     |
| 4.  | FC Arsenal               | 38  | 20 | 12 | 6  | 068:370 | +31   | 72     |
| 5.  | FC Everton               | 38  | 17 | 12 | 9  | 055:370 | +18   | 63     |
| 6.  | Aston Villa              | 38  | 17 | 11 | 10 | 054:480 | +6    | 62     |
| 7.  | FC Fulham                | 38  | 14 | 11 | 13 | 039:340 | +5    | 53     |
| 8.  | Tottenham Hotspur (L)    | 38  | 14 | 9  | 15 | 045:450 | ±0    | 51     |
| 9.  | West Ham United          | 38  | 14 | 9  | 15 | 042:450 | −3    | 51     |
| 10. | Manchester City          | 38  | 15 | 5  | 18 | 058:500 | +8    | 50     |
| 11. | Wigan Athletic           | 38  | 12 | 9  | 17 | 034:450 | −11   | 45     |
| 12. | Stoke City (N)           | 38  | 12 | 9  | 17 | 038:550 | −17   | 45     |
| 13. | Bolton Wanderers         | 38  | 11 | 8  | 19 | 041:530 | −12   | 41     |
| 14. | FC Portsmouth (P)        | 38  | 10 | 11 | 17 | 038:570 | −19   | 41     |
| 15. | Blackburn Rovers         | 38  | 10 | 11 | 17 | 040:600 | −20   | 41     |
| 16. | AFC Sunderland           | 38  | 9  | 9  | 20 | 034:540 | −20   | 36     |
| 17. | Hull City (N)            | 38  | 8  | 11 | 19 | 039:640 | −25   | 35     |
| 18. | Newcastle United         | 38  | 7  | 13 | 18 | 040:590 | −19   | 34     |
| 19. | FC Middlesbrough         | 38  | 7  | 11 | 20 | 028:570 | −29   | 32     |
| 20. | West Bromwich Albion (N) | 38  | 8  | 8  | 22 | 036:670 | −31   | 32     |

Platzierungskriterien: 1. Punkte – 2. Tordifferenz – 3. geschossene Tore

| (M) | amtierender englischer Meister   |
| (P) | amtierender FA-Cup-Sieger        |
| (L) | amtierender Ligapokal-Sieger     |
| (N) | Neuaufsteiger der letzten Saison |

## Ergebnistabelle
In der linken Spalte sind die Heimmannschaften aufgelistet.
| 2008/09              | ARS | AST | BLA | BOL | CHE | EVE | FUL | HUL | LIV | MNC | MNU | MID | NEW | POR | STO | SUN | TOT | WBA | WHU | WIG |
| -------------------- | --- | --- | --- | --- | --- | --- | --- | --- | --- | --- | --- | --- | --- | --- | --- | --- | --- | --- | --- | --- |
| FC Arsenal           |     | 0:2 | 4:0 | 1:0 | 1:4 | 3:1 | 0:0 | 1:2 | 1:1 | 2:0 | 2:1 | 2:0 | 3:0 | 1:0 | 4:1 | 0:0 | 4:4 | 1:0 | 0:0 | 1:0 |
| Aston Villa          | 2:2 |     | 3:2 | 4:2 | 0:1 | 3:3 | 0:0 | 1:0 | 0:0 | 4:2 | 0:0 | 1:2 | 1:0 | 0:0 | 2:2 | 2:1 | 1:2 | 2:1 | 1:1 | 0:0 |
| Blackburn Rovers     | 0:4 | 0:2 |     | 2:2 | 0:2 | 0:0 | 1:0 | 1:1 | 1:3 | 2:2 | 0:2 | 1:1 | 3:0 | 2:0 | 3:0 | 1:2 | 2:1 | 0:0 | 1:1 | 2:0 |
| Bolton Wanderers     | 1:3 | 1:1 | 0:0 |     | 0:2 | 0:1 | 1:3 | 1:1 | 0:2 | 2:0 | 0:1 | 4:1 | 1:0 | 2:1 | 3:1 | 0:0 | 3:2 | 0:0 | 2:1 | 0:1 |
| FC Chelsea           | 1:2 | 2:0 | 2:0 | 4:3 |     | 0:0 | 3:1 | 0:0 | 0:1 | 1:0 | 1:1 | 2:0 | 0:0 | 4:0 | 2:1 | 5:0 | 1:1 | 2:0 | 1:1 | 2:1 |
| FC Everton           | 1:1 | 2:3 | 2:3 | 3:0 | 0:0 |     | 1:0 | 2:0 | 0:2 | 1:2 | 1:1 | 1:1 | 2:2 | 0:3 | 3:1 | 3:0 | 0:0 | 2:0 | 3:1 | 4:0 |
| FC Fulham            | 1:0 | 3:1 | 1:2 | 2:1 | 2:2 | 0:2 |     | 0:1 | 0:1 | 1:1 | 2:0 | 3:0 | 2:1 | 3:1 | 1:0 | 0:0 | 2:1 | 2:0 | 1:2 | 2:0 |
| Hull City            | 1:3 | 0:1 | 1:2 | 0:1 | 0:3 | 2:2 | 2:1 |     | 1:3 | 2:2 | 0:1 | 2:1 | 1:1 | 0:0 | 1:2 | 1:4 | 1:2 | 2:2 | 1:0 | 0:5 |
| FC Liverpool         | 4:4 | 5:0 | 4:0 | 3:0 | 2:0 | 1:1 | 0:0 | 2:2 |     | 1:1 | 2:1 | 2:1 | 3:0 | 1:0 | 0:0 | 2:0 | 3:1 | 3:0 | 0:0 | 3:2 |
| Manchester City      | 3:0 | 2:0 | 3:1 | 1:0 | 1:3 | 0:1 | 1:3 | 5:1 | 2:3 |     | 0:1 | 1:0 | 2:1 | 6:0 | 3:0 | 1:0 | 1:2 | 4:2 | 3:0 | 1:0 |
| Manchester United    | 0:0 | 3:2 | 2:1 | 2:0 | 3:0 | 1:0 | 3:0 | 4:3 | 1:4 | 2:0 |     | 1:0 | 1:1 | 2:0 | 5:0 | 1:0 | 5:2 | 4:0 | 2:0 | 1:0 |
| FC Middlesbrough     | 1:1 | 1:1 | 0:0 | 1:3 | 0:5 | 0:1 | 0:0 | 3:1 | 2:0 | 2:0 | 0:2 |     | 0:0 | 1:1 | 2:1 | 1:1 | 2:1 | 0:1 | 1:1 | 0:0 |
| Newcastle United     | 1:3 | 2:0 | 1:2 | 1:0 | 0:2 | 0:0 | 0:1 | 1:2 | 1:5 | 2:2 | 1:2 | 3:1 |     | 0:0 | 2:2 | 1:1 | 2:1 | 2:1 | 2:2 | 2:2 |
| FC Portsmouth        | 0:3 | 0:1 | 3:2 | 1:0 | 0:1 | 2:1 | 1:1 | 2:2 | 2:3 | 2:0 | 0:1 | 2:1 | 0:3 |     | 2:1 | 3:1 | 2:0 | 2:2 | 1:4 | 1:2 |
| Stoke City           | 2:1 | 3:2 | 1:0 | 2:0 | 0:2 | 2:3 | 0:0 | 1:1 | 0:0 | 1:0 | 0:1 | 1:0 | 1:1 | 2:2 |     | 1:0 | 2:1 | 1:0 | 0:1 | 2:0 |
| AFC Sunderland       | 1:1 | 1:2 | 0:0 | 1:4 | 2:3 | 0:2 | 1:0 | 1:0 | 0:1 | 0:3 | 1:2 | 2:0 | 2:1 | 1:2 | 2:0 |     | 1:1 | 4:0 | 0:1 | 1:2 |
| Tottenham Hotspur    | 0:0 | 1:2 | 1:0 | 2:0 | 1:0 | 0:1 | 0:0 | 0:1 | 2:1 | 2:1 | 0:0 | 4:0 | 1:0 | 1:1 | 3:1 | 1:2 |     | 1:0 | 1:0 | 0:0 |
| West Bromwich Albion | 1:3 | 1:2 | 2:2 | 1:1 | 0:3 | 1:2 | 1:0 | 0:3 | 0:2 | 2:1 | 0:5 | 3:0 | 2:3 | 1:1 | 0:2 | 3:0 | 2:0 |     | 3:2 | 3:1 |
| West Ham United      | 0:2 | 0:1 | 4:1 | 1:3 | 0:1 | 1:3 | 3:1 | 2:0 | 0:3 | 1:0 | 0:1 | 2:1 | 3:1 | 0:0 | 2:1 | 2:0 | 0:2 | 0:0 |     | 2:1 |
| Wigan Athletic       | 1:4 | 0:4 | 3:0 | 0:0 | 0:1 | 1:0 | 0:0 | 1:0 | 1:1 | 2:1 | 1:2 | 0:1 | 2:1 | 1:0 | 0:0 | 1:1 | 1:0 | 2:1 | 0:1 |     |

## Torschützenliste
|   | Spieler           | Verein            | Tore |
| - | ----------------- | ----------------- | ---- |
| 1 | Nicolas Anelka    | FC Chelsea        | 19   |
| 2 | Cristiano Ronaldo | Manchester United | 18   |
| 3 | Steven Gerrard    | FC Liverpool      | 16   |
| 4 | Robinho           | Manchester City   | 14   |
| 4 | Fernando Torres   | FC Liverpool      | 14   |
| 6 | Darren Bent       | Tottenham Hotspur | 12   |
| 6 | Kevin Davies      | Bolton Wanderers  | 12   |
| 6 | Frank Lampard     | FC Chelsea        | 12   |
| 6 | Wayne Rooney      | Manchester United | 12   |
| 6 | Dirk Kuyt         | FC Liverpool      | 12   |

## Auszeichnungen während der Saison
| Monat          | Trainer des Monats                  | Spieler des Monats                |
| -------------- | ----------------------------------- | --------------------------------- |
| August 2008    | Gareth Southgate (FC Middlesbrough) | Deco (FC Chelsea)                 |
| September 2008 | Phil Brown (Hull City)              | Ashley Young (Aston Villa)        |
| Oktober 2008   | Rafael Benítez (FC Liverpool)       | Frank Lampard (FC Chelsea)        |
| November 2008  | Gary Megson (Bolton Wanderers)      | Nicolas Anelka (FC Chelsea)       |
| Dezember 2008  | Martin O’Neill (Aston Villa)        | Ashley Young (Aston Villa)        |
| Januar 2009    | Alex Ferguson (Manchester United)   | Nemanja Vidić (Manchester United) |
| Februar 2009   | David Moyes (FC Everton)            | Phil Jagielka (FC Everton)        |
| März 2009      | Rafael Benítez (FC Liverpool)       | Steven Gerrard (FC Liverpool)     |
| April 2009     | Alex Ferguson (Manchester United)   | Andrei Arschawin (FC Arsenal)     |

## Spielstätten
| Stadion                    | Verein           | Kapazität |
| -------------------------- | ---------------- | --------- |
| Emirates Stadium           | FC Arsenal       | 60.432    |
| Villa Park                 | Aston Villa      | 42.640    |
| Ewood Park                 | Blackburn Rovers | 31.367    |
| Reebok Stadium             | Bolton Wanderers | 27.879    |
| Stamford Bridge            | FC Chelsea       | 42.055    |
| Goodison Park              | FC Everton       | 40.170    |
| Craven Cottage             | FC Fulham        | 26.500    |
| KC Stadium                 | Hull City        | 25.404    |
| Anfield                    | FC Liverpool     | 45.362    |
| City of Manchester Stadium | Manchester City  | 47.726    |

| Stadion           | Verein               | Kapazität |
| ----------------- | -------------------- | --------- |
| Old Trafford      | Manchester United    | 76.212    |
| Riverside Stadium | FC Middlesbrough     | 35.100    |
| St. James’ Park   | Newcastle United     | 52.387    |
| Fratton Park      | FC Portsmouth        | 20.224    |
| Britannia Stadium | Stoke City           | 28.000    |
| Stadium of Light  | AFC Sunderland       | 49.000    |
| White Hart Lane   | Tottenham Hotspur    | 36.240    |
| The Hawthorns     | West Bromwich Albion | 25.369    |
| Upton Park        | West Ham United      | 35.303    |
| JJB Stadium       | Wigan Athletic       | 25.138    |

## Die Meistermannschaft von Manchester United
Nach den Regeln der Premier League erhält ein Spieler eine offizielle Siegermedaille, wenn er für den Meisterverein mindestens 10 Premier-League-Partien absolviert. Vor diesem Hintergrund zählen nur die nachstehenden Akteure als englische Meister der Saison 2008/09. In Klammern sind die Anzahl der Einsätze sowie die dabei erzielten Tore genannt.
| 1. | Manchester United |
|    | - Tor: Edwin van der Sar (33/-) - Abwehr: Nemanja Vidić (34/4); John O’Shea (30/-); Patrice Evra (28/-); Rio Ferdinand (24/-); Jonny Evans (17/-); Rafael (16/1); Gary Neville (16/-) - Mittelfeld: Cristiano Ronaldo (33/18); Michael Carrick (28/4); Ryan Giggs (28/2); Darren Fletcher (26/3); Park Ji-sung (25/2); Paul Scholes (21/1); Anderson (17/-); Nani (13/1) - Sturm: Dimitar Berbatow (31/9); Wayne Rooney (30/12); Carlos Tévez (29/5) - Trainer: Alex Ferguson |

## Chronik der Trainerwechsel
- Nachdem Avram Grant am 24. Mai 2008 als Trainer des FC Chelsea entlassen worden war, wurde der vormalige portugiesische Nationaltrainer Luiz Felipe Scolari zu Saisonbeginn Nachfolger des Israelis. (1. Juli 2008)
- Nach Differenzen hinsichtlich der Transferpolitik des Vereins trat Alan Curbishley als Trainer von West Ham United zurück. (3. September 2008) Neuer Trainer wurde der ehemalige 35-fache italienische Nationalspieler Gianfranco Zola. (11. September 2008)
- Kevin Keegan trat als Trainer von Newcastle United zurück. Am Tag zuvor war dieser Schritt noch von Seiten der Vereinsführung dementiert worden. (4. September 2008) Joe Kinnear übernahm die Trainingsleitung (26. September 2008). Aufgrund gesundheitlicher Probleme bei Joe Kinnear übernahm Assistent Chris Hughton ab Februar 2009 die Leitung kurzzeitig als Interimstrainer.
- Die Vereinsführung des bis dato sieglosen Tottenham Hotspur entließ Juande Ramos (26. Oktober 2008) und verpflichtete einen Tag später den Trainer des Premier-League-Konkurrenten FC Portsmouth Harry Redknapp für eine Ablösesumme von fünf Millionen Pfund. (27. Oktober 2008)
- Der FC Portsmouth beförderte den ehemaligen englischen Nationalmannschaftskapitän und Cotrainer Tony Adams als Nachfolger von Harry Redknapp in die Cheftrainerposition. (28. Oktober 2008)
- Nach dem Abrutschen auf einen Abstiegsplatz trat Roy Keane als Trainer des AFC Sunderland zurück. (4. Dezember 2008) Der erst im November als Cotrainer verpflichtete Schotte Ricky Sbragia übernahm zunächst auf Interimsbasis die Nachfolge und wurde nach Weihnachten mit einem neuen 18-Monats-Vertrag dauerhaft als Cheftrainer installiert. (27. Dezember 2008)
- Die Blackburn Rovers entließen Paul Ince (16. Dezember 2008) und verpflichteten nur einen Tag später Sam Allardyce als dessen Nachfolger. (17. Dezember 2008)
- Am 9. Februar 2009 wurden mit Tony Adams beim FC Portsmouth und Luiz Felipe Scolari beim FC Chelsea gleich zwei Trainer aus der Premier League entlassen. Auf Interimsbasis übernahmen bis zum Saisonende Paul Hart bei „Pompey“ und Guus Hiddink bei den „Blues“ die sportliche Leitung. Ab der nächsten Saison trainierte der italienische Startrainer Carlo Ancelotti Chelsea.[2]
- Am 31. März 2009 ersetzte Alan Shearer den gesundheitlich angeschlagenen Joe Kinnear bis zum Saisonende als Trainer bei Newcastle United. Kinnear hatte am 16. Februar nach den Folgen einer notwendigen Bypass-Operation all seine Ämter niedergelegt.
- Am 24. Mai 2009 trat Ricky Sbragia als Trainer des AFC Sunderland zurück. Nachfolger wurde am 2. Juni 2009 Steve Bruce, der bis dahin noch für Wigan Athletic aktiv war und an den die „Black Cats“ eine Ablösesumme in Höhe von drei Millionen Pfund zahlten.
- Zum Nachfolger von Steve Bruce bei Wigan Athletic wurde am 15. Juni 2009 mit Roberto Martínez der Ex-Trainer des Zweitligisten Swansea City ernannt.